# Căbești (gmina w okręgu Bihor)
Căbești – gmina w Rumunii, w okręgu Bihor. Obejmuje miejscowości Căbești, Goila, Gurbești, Josani i Sohodol. W 2011 roku liczyła 1848 mieszkańców.